# 登州
登州（とうしゅう）は、中国にかつて存在した州。唐代から明初にかけて、現在の山東省煙台市と威海市にまたがる地域に設置された。

## 概要
621年（武徳4年）、唐により東萊郡文登県に登州が立てられた。627年（貞観元年）、ひとたび登州は廃止された。692年（長寿元年）、萊州が分割され、再び登州が立てられた。その州治は牟平県に置かれた。707年（神龍3年）、登州の州治は蓬萊県に移された。742年（天宝元年）、登州は東牟郡と改称された。758年（乾元元年）、東牟郡は登州の称にもどされた。登州は河南道に属し、蓬萊・牟平・文登・黄の4県を管轄した。
北宋のとき、登州は京東東路に属し、蓬萊・牟平・文登・黄の4県を管轄した。
金のとき、登州は山東東路に属し、蓬萊・黄・福山・棲霞の4県と孫大川・馬停の2鎮を管轄した。
元のとき、登州は般陽路に属し、蓬萊・黄・福山・棲霞の4県を管轄した。
1368年（洪武元年）、明により登州は萊州府に属した。1373年（洪武6年）、登州は山東等処承宣布政使司に直属した。1376年（洪武9年）、登州は登州府に昇格した。登州府は山東省に属し、直属の蓬萊・黄・福山・棲霞・招遠・萊陽の6県と寧海州の文登県、合わせて1州7県を管轄した。
清のとき、登州府は山東省に属し、蓬萊・黄・福山・棲霞・招遠・萊陽・海陽・栄成・文登・寧海州の1州9県を管轄した。
1913年、中華民国により登州府は廃止された。